# Araneus coccinella
Araneus coccinella este o specie de păianjeni din genul Araneus, familia Araneidae, descrisă de Pocock, 1898. Conform Catalogue of Life specia Araneus coccinella nu are subspecii cunoscute.